# Gene Autry
Gene Autry, all'anagrafe Orvon Gene Autry (Tioga, 29 settembre 1907 – Los Angeles, 2 ottobre 1998), è stato un attore e cantante statunitense.

## Biografia
Cresciuto in una fattoria e abile cavallerizzo fin da bambino, all'età di 15 anni girava il West con uno spettacolo pubblicitario itinerante, cantando accompagnandosi con una chitarra. Invitato a cantare nello spettacolo radiofonico The Oklahoma Yodeling Cowboy, Autry ebbe un successo immediato e il suo primo disco vendette un milione di copie. Il passo successivo fu l'ingaggio da parte della casa produttrice Republic Pictures e il debutto nel film In Old Santa Fe (1934), che portò Autry a diventare nel giro di un anno il protagonista di un'innumerevole serie di western convenzionali, in cui interpretò sempre il medesimo personaggio alle prese con truffatori e fuorilegge, in un'ambientazione western atipica dove cavalli e rivoltelle coesistevano con automobili e aeroplani.
La sua personalità affabile lo rese un favorito del pubblico, popolare anche presso gli spettatori bambini che apprezzavano la comicità dei suoi film e la destrezza del cavallo "Campione", partner di scena dell'attore. Compositore e paroliere, Autry contribuì allo sviluppo della musica country attraverso i suoi film e grazie al proprio personaggio di cowboy soave e romantico, sempre pronto a prendere in mano la chitarra per cantare una ballata. Autore di oltre duecento canzoni, nel 1942 ottenne una candidatura all'Oscar per Be Honest with Me, canzone inserita nella colonna sonora del film Ridin' on a Rainbow.
Dopo aver interrotto la carriera artistica per prestare servizio nel Comando del Trasporto Aereo durante la seconda guerra mondiale, Autry fece ritorno a Hollywood per riprendere a girare film e fu una delle prime star cinematografiche a comprendere il potenziale della televisione, formando una sua società di produzione, la Flying A Productions, che produsse diverse serie per il piccolo schermo come Le avventure di Gene Autry (1950), Le avventure di Campione (1955) e Annie Oakley (1954). 
Nel 1950 il suo singolo Rudolph the Red-Nosed Reindeer, divenuto un popolare classico, raggiunse la prima posizione nella Billboard Hot 100.
Autry è l'unico artista dello spettacolo ad avere tutte e 5 le stelle dell'Hollywood Walk of Fame: cinema, radio, televisione, teatro e discografia. Fu anche il fondatore della squadra di baseball dei Los Angeles/California/Anaheim Angels, di cui fu proprietario per 36 anni, dal 1961 al 1997. Ritiratosi dalle scene verso la metà degli anni cinquanta, Autry curò l'amministrazione dei propri interessi e investimenti immobiliari.

### Carriera di cantante
Mentre lavorava come operatore telegrafico a Chelsea, Oklahoma, Autry cantava e si accompagnava alla chitarra per passare le ore solitarie, soprattutto quando aveva il turno di mezzanotte. Questo in seguito lo fece licenziare. Una notte, fu incoraggiato a cantare professionalmente da un cliente, l'umorista Will Rogers, che lo aveva sentito cantare. 
Non appena riuscì a risparmiare i soldi per viaggiare, andò a New York. Nell'autunno del 1928, fece un'audizione per la Victor Talking Machine Company, poco prima dell'acquisto da parte della Radio Corporation of America (RCA) di David Sarn . Secondo Nathaniel Shilkret,  direttore di Light Music per Victor all'epoca, Autry chiese di parlare con Shilkret dopo aver scoperto che era stato rifiutato. Shilkret ha spiegato ad Autry che è stato rifiutato non a causa della sua voce, ma perché Victor aveva appena stipulato contratti con due cantanti simili. Autry se ne andò con una lettera di presentazione di Shilkret e il consiglio di cantare alla radio per fare esperienza e di tornare tra un anno o due. Nel 1928, Autry cantava alla stazione radio di Tulsa KVOO (ora KTSB ) come "Oklahoma's Yodeling Cowboy". Gli archivi Victor mostrano una voce del 9 ottobre 1929 in cui si afferma che il duetto vocale di Jimmie Long e Gene Autry con due chitarre hawaiane , diretto da LL Watson, registrò "My Dreaming of You"  e "My Alabama Casa". 
Autry firmò un contratto discografico con la Columbia Records nel 1929. Lavorò a Chicago nel programma radiofonico WLS-AM National Barn Dance per quattro anni e con il suo spettacolo, dove incontrò il cantautore Smiley Burnette . All'inizio della sua carriera discografica, Autry coprì vari generi, inclusa una canzone laburista, "The Death of Mother Jones ", nel 1931.
Autry registrò anche molti dischi in stile " hillbilly " nel 1930 e nel 1931 a New York City, che erano certamente diversi nello stile e nel contenuto dalle sue registrazioni successive. Questi erano molto più vicini nello stile ai Prairie Ramblers o ai Dick Justice , e includevano "Do Right, Daddy Blues" e "Black Bottom Blues", entrambi simili a " Deep Elem Blues ". Queste canzoni della fine dell'era del proibizionismo trattano di contrabbando, polizia corrotta e donne la cui occupazione era certamente il vizio. Queste registrazioni generalmente non vengono ascoltate oggi, ma sono disponibili su etichette di importazione europee, come JSP Records . Il suo primo successo fu nel 1932 con " That Silver-Haired Daddy of Mine ", un duetto con il collega ferroviere Jimmy Long che Autry e Long scrissero insieme.
Mentre la carriera cinematografica di Autry fioriva, aumentavano anche le sue vendite di dischi. La sua sigla non ufficiale divenne la composizione di Ray Whitley " Back in the Saddle Again ".  Autry ha effettuato 640 registrazioni, incluse più di 300 canzoni scritte o co-scritte da lui stesso. I suoi dischi hanno venduto più di 100 milioni di copie e ha più di una dozzina di dischi d'oro e di platino , incluso il primo disco mai certificato oro.
Gli ascoltatori di oggi associano Gene Autry alle canzoni natalizie, che vengono suonate perennemente durante ogni stagione delle vacanze. Questi includono " Santa Claus Is Comin' to Town ", la sua composizione " Here Comes Santa Claus ", " Frosty the Snowman " e il suo più grande successo, " Rudolph, the Red-Nosed Reindeer ". Ha scritto "Here Comes Santa Claus" dopo essere stato il Gran Maresciallo della Santa Claus Lane Parade del 1946 (ora Hollywood Christmas Parade ). Ha sentito tutti gli spettatori che guardavano la sfilata dire: "Ecco che arriva Babbo Natale!" praticamente consegnandogli il titolo della sua canzone. Registrò la sua versione della canzone nel 1947 e divenne subito un classico.
Alla fine degli anni '50 iniziò a registrare altri artisti, come proprietario originale della Challenge Records . Il più grande successo dell'etichetta fu " Tequila " dei The Champs nel 1958, che diede inizio alla mania strumentale del rock and roll della fine degli anni '50 e dell'inizio degli anni '60. Ha venduto l'etichetta subito dopo, ma l'etichetta marrone (poi verde) ha la "GA" in uno scudo sopra il nome dell'etichetta.

### Carriera cinematografica
Autry e Burnette furono scoperti dal produttore cinematografico Nat Levine nel 1934. Insieme, Autry e Burnette fecero il loro debutto cinematografico per la Mascot Pictures Corp. in In Old Santa Fe come parte di un quartetto di cowboy cantanti; gli fu poi assegnato il ruolo da protagonista da Levine nel 1935 nella serie in 12 parti The Phantom Empire . Poco dopo, la Mascot fu assorbita dalla neonata Republic Pictures Corp. e Autry girò altri 44 film fino al 1940. La maggior parte erano western a basso budget in cui recitava con il suo nome, cavalcava il suo cavallo Champion , aveva Smiley Burnette come suo aiutante regolare e ha avuto molte opportunità di cantare in ogni film. I suoi film hanno avuto un enorme successo, tanto che quasi tutti gli altri studi hanno cercato di competere presentando i propri cowboy cantanti. Nel 1940 Autry era la più grande star di Republic, e i suoi film divennero più costosi e più elaborati. Andavano in prima visione nelle grandi città, a differenza dei soliti western di "B" che venivano proiettati nei teatri di quartiere. 
Nel sondaggio del Motion Picture Herald Top Ten Money-Making Western Stars , Autry è stato elencato ogni anno dal primo sondaggio nel 1936 al 1942 e dal 1946 al 1954 (prestò servizio nell'AAF dal 1943 al 1945), mantenendo il primo posto dal 1937 al 1942, e il secondo posto (dopo Roy Rogers) dal 1947 al 1954, quando il sondaggio cessò.  Apparve nel simile sondaggio di Boxoffice dal 1936 al 1955, mantenendo il primo posto dal 1936 al 1942 e il secondo posto (dopo Rogers) dal 1943 al 1952.  Sebbene questi due sondaggi siano in realtà solo un'indicazione della popolarità di stelle della serie, Autry è apparso anche nel sondaggio Top Ten Money Making Stars di tutti i film dal 1940 al 1942,  Il suo spettacolo Gene Autry Flying "A" Ranch Rodeo ha debuttato nel 1940.
Autry prestò servizio nell'aeronautica militare americana. Parte del suo servizio militare includeva la trasmissione di un programma radiofonico per un anno; coinvolgeva musica e storie vere. Diversi decenni fa, in uno spettacolo del primo pomeriggio con western repubblicani, uno dei aiutanti di Gene disse che quando Gene disse alla Republic Pictures delle sue intenzioni di arruolarsi nell'esercito durante la seconda guerra mondiale, la Repubblica minacciò di promuovere Roy Rogers come "Re dei cowboy" nel film di Gene. assenza, cosa che è avvenuta. Republic ristampò i vecchi western di Autry durante gli anni della guerra, per mantenere il suo nome davanti al pubblico.
Il contratto di Autry era stato sospeso per la durata del servizio militare e lui aveva tentato di farlo dichiarare nullo dopo il suo congedo. I tribunali si pronunciarono a favore della Repubblica e Autry tornò alla Repubblica dopo la guerra. Ha concluso il suo contratto con altri quattro lungometraggi, con Autry ora pubblicizzato come "King of the Singing Cowboys".
Nel 1947 Autry lasciò la Republic per la Columbia Pictures, che gli offrì la propria unità di produzione. Ha scelto un nuovo aiutante, Pat Buttram, recentemente tornato dal suo servizio nella seconda guerra mondiale . Buttram sarebbe stato co-protagonista con Gene Autry in più di 40 film e in più di 100 episodi del programma televisivo di Autry . Nel 1951, Autry fondò la sua compagnia (Flying A Productions) per realizzare western sotto il suo controllo, e la Columbia continuò a distribuirli fino al 1953.

## Discografia
+ 1.000.000 di unità vendute

### Album
| Anno | Album                                  | Paese degli Stati Uniti | Etichetta  |
| ---- | -------------------------------------- | ----------------------- | ---------- |
| 1976 | A sud del confine, All American Cowboy | 42                      | Repubblica |
| 1976 | Cowboy Hall of Fame                    | 44                      | Repubblica |

### Single

#### Anni '30
| Anno | Separare                                                        | Posizioni di punta del grafico | Posizioni di punta del grafico |
| Anno | Separare                                                        | Paese degli Stati Uniti        | Popolare negli Stati Uniti     |
| ---- | --------------------------------------------------------------- | ------------------------------ | ------------------------------ |
| 1932 | " Quel mio papà dai capelli argentati + (G. Autry e Jimmy Long) | —                              | —                              |
| 1933 | " La rosa gialla del Texas " (G. Autry e Jimmy Long)            | —                              | —                              |
| 1933 | "Il paradiso dei cowboy"                                        | —                              | —                              |
| 1933 | " L'ultimo rastrellamento "                                     | —                              | —                              |
| 1935 | " Tumbling Tumbleweeds " (Gene Autry Trio)                      | —                              | 7                              |
| 1935 | " Quel mio papà dai capelli argentati + (G. Autry e Jimmy Long) | —                              | 10                             |
| 1935 | "Ole Faithful" (Gene Autry Trio)                                | —                              | 10                             |
| 1936 | " Rosa messicana "                                              | —                              | —                              |
| 1936 | " Sei l'unica stella nel mio cielo azzurro "                    | —                              | —                              |
| 1937 | "L'unica rosa (che è rimasta nel mio cuore)"                    | —                              | —                              |
| 1937 | "È l'ora del ritrovo a Reno"                                    | —                              | —                              |
| 1938 | "Riportami ai miei stivali e alla mia sella"                    | —                              | —                              |
| 1938 | "Polvere"                                                       | —                              | —                              |
| 1938 | "C'è una miniera d'oro nel cielo"                               | —                              | —                              |
| 1939 | "Paradiso al chiaro di luna"                                    | 1                              | —                              |
| 1939 | " A sud del confine (via del Messico) +                         | 1                              | 15                             |
| 1939 | " Di nuovo in sella +                                           | 1                              | —                              |
| 1939 | "Piccolo Signore Eco"                                           | 1                              | —                              |
| 1939 | "Una miniera d'oro nel tuo cuore"                               | 13                             | —                              |
| 1939 | "Cieli blu del Montana"                                         | 16                             | —                              |

#### Anni 40
| 1940                                                 | "Sto cominciando a preoccuparmi"                              | 1  | —  |
| 1940                                                 | "La giostra"                                                  | 2  | —  |
| 1940                                                 | " Addio piccolo tesoro, arrivederci "                         | 1  | 20 |
| 1940                                                 | "Maria cara"                                                  | 4  | —  |
| 1940                                                 | "Sei sincero"                                                 | 1  | —  |
| 1940                                                 | "Bucaroo con il manico di scopa"                              | 3  | —  |
| 1940                                                 | " La collina dei mirtilli "                                   | 6  | —  |
| 1940                                                 | "Quando me ne sarò andato, presto dimenticherai"              | 6  | —  |
| 1940                                                 | " El Rancho Grande "                                          | 11 | —  |
| 1940                                                 | "Colline che cantano"                                         | 11 | —  |
| 1941                                                 | " Tu sei il mio sole " +                                      | 1  | 23 |
| 1941                                                 | " Sii onesto con me "                                         | 1  | 23 |
| 1941                                                 | "Hai aspettato troppo a lungo"                                | 2  | —  |
| 1941                                                 | "Non fa differenza adesso"                                    | 6  | —  |
| 1941                                                 | "Fiume solitario"                                             | 9  | —  |
| 1942                                                 | "Tweedle-O-Twill"                                             | 1  | —  |
| 1942                                                 | " Nel cuore del Texas "                                       | 1  | —  |
| 1943                                                 | "Non fa differenza adesso"                                    | 3  | —  |
| 1943                                                 | "Appoggio la testa e piango"                                  | 4  | —  |
| 1943                                                 | "Abbiamo percorso una lunga strada insieme"                   | 10 | —  |
| 1944                                                 | "Sto pensando stasera ai miei occhi azzurri"                  | 3  | —  |
| 1945                                                 | " Alla chiamata postale oggi "                                | 1  | —  |
| 1945                                                 | "Tornerò"                                                     | 7  | —  |
| 1945                                                 | "Costruirò un grande recinto intorno al Texas"                | 2  | —  |
| 1945                                                 | " Non recintarmi "                                            | 4  | —  |
| 1945                                                 | "Non restare più con me"                                      | 4  | —  |
| 1945                                                 | "Non vivere una bugia"                                        | 4  | —  |
| 1945                                                 | "Voglio essere sicuro"                                        | 4  | —  |
| 1946                                                 | "Speroni d'argento (sulle scale d'oro)"                       | 4  | —  |
| 1946                                                 | "Vorrei non aver mai incontrato il sole"                      | 3  | —  |
| 1946                                                 | "Mi vuoi solo quando sei solo"                                | 7  | —  |
| 1946                                                 | "Salutami, mia signora"                                       | 4  | —  |
| 1946                                                 | " Ti ho detto ultimamente che ti amo? "                       | 3  | —  |
| 1946                                                 | " Un giorno (vorrai che io ti voglia) "                       | 4  | —  |
| 1947                                                 | "Casa sulla catena montuosa"/"Red River Valley"               | —  | —  |
| 1947                                                 | "Non sei più il mio tesoro"                                   | 3  | —  |
| 1948                                                 | " Here Comes Santa Claus (Down Santa Claus Lane) " +'         | 5  | 8  |
| 1948                                                 | " Bottoni e fiocchi "                                         | 6  | 17 |
| 1948                                                 | "Ecco che arriva Babbo Natale (a destra in Santa Claus Lane)" | 4  | 8  |
| 1949                                                 | " Cavalieri fantasma nel cielo "                              | —  | —  |
| 1949                                                 | " Rudolph, la renna dal naso rosso " + (con i scamiciati)     | 1  | 1  |
| 1949                                                 | "Ecco che arriva Babbo Natale (a destra in Santa Claus Lane)" | 8  | 24 |
| "—" indica i rilasci che non sono stati classificati |                                                               |    |    |

#### Anni '50]
| 1950                                                 | " Pietro silvilago " +                                | 3 | 5  |
| 1950                                                 | " Frosty the Snow Man " + (con The Cass County Boys ) | 4 | 7  |
| 1950                                                 | "Rudolph, la renna dal naso rosso" (con i scamiciati) | 5 | 3  |
| 1951                                                 | "I vecchi soldati non muoiono mai"                    | 9 | —  |
| 1952                                                 | " Sulla terrazza "                                    | — | —  |
| 1957                                                 | "Nessuno è caro tranne mio"                           | — | —  |
| 1957                                                 | "Rudolph, la renna dal naso rosso" (rientro)          | — | 70 |
| "—" indica i rilasci che non sono stati classificati |                                                       |   |    |

#### Anni '90
| 1998                                                 | "Rudolph, la renna dal naso rosso" (rientro) | 55 | —  |
| 1999                                                 | "Rudolph, la renna dal naso rosso" (rientro) | 60 | 24 |
| "—" indica i rilasci che non sono stati classificati |                                              |    |    |

#### Anni 2010
| Anno | Separare                                                   | Posizioni di punta del grafico |
| Anno | Separare                                                   | NOI                            |
| ---- | ---------------------------------------------------------- | ------------------------------ |
| 2018 | "Rudolph, la renna dal naso rosso" (rientro)               | 16                             |
| 2018 | "Here Comes Santa Claus (Down Santa Claus Lane)" (rientro) | 28                             |
| 2019 | "Rudolph, la renna dal naso rosso" (rientro)               | 22                             |
| 2019 | "Here Comes Santa Claus (Down Santa Claus Lane)" (rientro) | 32                             |

#### Anni '20
| Anno | Separare                                                   | Posizioni di punta del grafico |
| Anno | Separare                                                   | NOI                            |
| ---- | ---------------------------------------------------------- | ------------------------------ |
| 2020 | "Rudolph, la renna dal naso rosso" (rientro)               | 16                             |
| 2020 | "Here Comes Santa Claus (Down Santa Claus Lane)" (rientro) | 26                             |
| 2021 | "Rudolph, la renna dal naso rosso" (rientro)               | 19                             |
| 2022 | "Rudolph, la renna dal naso rosso" (rientro)               | 28                             |
| 2022 | "Here Comes Santa Claus (Down Santa Claus Lane)" (rientro) | 25                             |
| 2023 | "Rudolph, la renna dal naso rosso" (rientro)               | 26                             |
| 2023 | "Here Comes Santa Claus (Down Santa Claus Lane)" (rientro) | 21                             |

## Filmografia parziale
- In Old Santa Fe, regia di David Howard (1934)
- Mystery Mountain, regia di Otto Brower e B. Reeves Eason (1934)
- The Phantom Empire, regia di Otto Brower e B. Reeves Eason (1935)
- Tumbling Tumbleweeds, regia di Joseph Kane (1935)
- Melody Trail, regia di Joseph Kane (1935)
- The Sagebrush Troubadour, regia di Joseph Kane (1935)
- The Singing Vagabond, regia di Carl Pierson (1935)
- Red River Valley, regia di B. Reeves Eason (1936)
- The Big Show, regia di Mack V. Wright, Joseph Kane (1936)
- The Old Corral, regia di Joseph Kane (1936)
- Rhythm of the Saddle, regia di George Sherman (1938)
- Man from Music Mountain, regia di Joseph Kane (1938)
- The Old Barn Dance, regia di Joseph Kane (1938)
- Home on the Prairie, regia di Jack Townley (1939)
- Mexicali Rose, regia di George Sherman (1939)
- Blue Montana Skies, regia di B. Reeves Eason (1939)
- Mountain Rhythm, regia di B. Reeves Eason (1939)
- Colorado Sunset, regia di George Sherman (1939)
- In Old Monterey, regia di Joseph Kane (1939)
- South of the Border, regia di George Sherman (1939)
- Rancho Grande, regia di Frank McDonald (1940)
- Shooting High, regia di Alfred E. Green (1940)
- Gaucho Serenade, regia di Frank McDonald (1940)
- The Strawberry Roan, regia di John English (1948)
- The Big Sombrero, regia di Frank McDonald (1949)
- Riders of the Whistling Pines, regia di John English (1949)
- Rim of the Canyon, regia di John English (1949)
- Riders in the Sky, regia di John English (1949)
- Barbed Wire, regia di George Archainbaud (1952)
- Last of the Pony Riders, regia di George Archainbaud (1953)